# Phẫu thuật chuyển giới
Phẫu thuật chuyển giới (tiếng Anh: Sex reassignment surgery, viết tắt là SRS), còn gọi là giải phẫu chuyển đổi giới tính, phẫu thuật xác định lại giới tính, phẫu thuật tái tạo bộ phận sinh dục, hoặc nói thông dụng chuyển đổi giới tính) là một dạng phẫu thuật nhằm sửa đổi các bộ phận sinh dục của một người từ giới tính nam sang nữ hoặc ngược lại (dương vật và tinh hoàn đối với nam; âm vật, âm đạo, tử cung và buồng trứng đối với nữ).
Chú ý không nhầm lẫn "phẫu thuật chuyển giới" với khái niệm "chuyển đổi giới tính". Việc can thiệp y tế để chuyển đổi giới tính bao gồm nhiều bước: đầu tiên là dùng nội tiết tố (hooc-môn) trong 2 năm, và bước hoàn tất là phẫu thuật chuyển đổi bộ phận sinh dục.

## Tổng quan
Một số vấn đề cần lưu ý đối với việc chuyển đổi giới tính:
- Không được nhầm lẫn "phẫu thuật chuyển giới" với phẫu thuật thẩm mỹ ở người chuyển giới. Chỉ khi can thiệp vào bộ phận sinh dục thì mới được coi là phẫu thuật chuyển giới, còn việc người chuyển giới phẫu thuật chỉnh sửa các bộ phận khác như phẫu thuật ngực (cắt hoặc độn vú), chỉnh sửa vai, khuôn mặt, bơm mông... để cho có ngoại hình giống với giới tính mới (nhưng lại không chỉnh sửa vào bộ phận sinh dục) thì đó vẫn chỉ được coi là phẫu thuật thẩm mỹ. Ví dụ: một người nam chuyển giới đi phẫu thuật bơm ngực để có bộ ngực giống phụ nữ, nhưng anh ta không phẫu thuật bộ phận sinh dục (dương vật và tinh hoàn), thì người đó về bản chất vẫn có cơ thể là nam chứ không phải nữ (vì anh ta vẫn còn dương vật và tinh hoàn, nên vẫn có thể xuất tinh và làm bố), nên chưa thể coi người đó đã thực hiện chuyển đổi giới tính.
- Người chuyển giới thường sử dụng hormone (hoóc-môn) nhân tạo qua đường tiêm hoặc uống, trong thời gian liên tục nhiều năm. Hormone nhân tạo sẽ khiến một số đặc điểm giới tính của họ biến đổi (nam giới bị thoái hóa cơ bắp và rụng râu, nữ giới sẽ phát triển cơ bắp, mọc râu và giọng ồm đi), nhưng cần lưu ý là tác dụng của hormone chỉ là tạm thời. Nếu người chuyển giới ngừng sử dụng hormone thì chỉ sau một thời gian ngắn (khoảng mấy tháng), hormone nhân tạo sẽ bị cơ thể đào thải, và các đặc điểm giới tính của họ sẽ quay trở về như giới tính ban đầu. Có nhiều người chuyển giới không hề phẫu thuật bộ phận sinh dục mà chỉ dùng hormone, tuy ngoại hình của họ đã biến đổi nhưng xét về bản chất thì họ vẫn mang giới tính cũ chứ chưa hề chuyển đổi giới tính, bởi các bộ phận sinh dục, các tuyến hormone trong cơ thể họ vẫn còn nguyên vẹn và còn đầy đủ chức năng, chỉ cần ngừng sử dụng hormone nhân tạo là họ sẽ trở về giới tính ban đầu. Ví dụ: một phụ nữ chuyển giới sử dụng hormone nam trong nhiều năm nhưng không phẫu thuật bộ phận sinh dục (âm đạo, tử cung và buồng trứng), nếu người đó ngừng sử dụng hormone nam, chỉ mấy tháng sau là người phụ nữ đó sẽ lại có kinh nguyệt, hoàn toàn có thể mang thai và làm mẹ như bình thường).
- Bởi 2 vấn đề trên, để tránh sự mập mờ về giới tính hoặc lách luật, luật pháp ở phần lớn các nước chỉ cho phép thay đổi giới tính trên giấy tờ sau khi người chuyển giới đã phẫu thuật thay đổi bộ phận sinh dục, còn nếu chỉ sử dụng hormone hoặc chỉ phẫu thuật ngực thì vẫn chưa thể được thay đổi giới tính trên giấy tờ[1].

Ngoài ra, cần lưu ý rằng việc phẫu thuật chuyển giới sẽ không thực sự biến một người từ nam sang nữ hoặc ngược lại, mà thực ra nó chỉ tạo cho họ một ngoại hình "mô phỏng" theo giới tính cụ thể mà họ muốn, còn nhiều đặc điểm khác thì không thể thay đổi được, ví dụ như:
- Các bộ phận sinh dục nhân tạo của người chuyển giới sẽ không thể có chức năng như bộ phận tự nhiên, nên người chuyển giới không thể sinh sản được. Người chuyển giới nam tuy có dương vật giả nhưng sẽ không cương cứng dương vật và xuất tinh được, người chuyển giới nữ tuy có âm đạo giả nhưng sẽ không có tử cung, buồng trứng và không thể mang thai được.
- Người chuyển giới không thể chuyển đổi tuyến hoóc-môn và nội tiết, nên họ sẽ phải tiêm hoóc-môn giới tính suốt đời. Nếu không tiêm thì các đặc điểm của giới tính cũ (trước khi chuyển giới) sẽ xuất hiện trở lại (ví dụ, người chuyển giới sang nữ sẽ mọc lại râu, người chuyển giới sang nam sẽ bị thoái hóa cơ bắp)
- Bộ nhiễm sắc thể giới tính trong các tế bào của người chuyển giới vẫn là như cũ. Do đó, nếu xét nghiệm gen thì kết quả vẫn cho thấy họ thuộc về giới tính cũ (trước khi chuyển giới), bất kể ngoại hình của họ thay đổi ra sao.

Phẫu thuật chuyển giới thường được áp dụng với những người chuyển giới do mắc chứng bệnh mặc cảm giới tính - Gender dysphoria (tên cũ là "Rối loạn định dạng giới"), tuy nhiên vấn đề này gây ra nhiều tranh cãi về y đức (nên giúp các bệnh nhân này điều trị tâm lý để họ không còn muốn chuyển giới nữa, chứ không nên phẫu thuật cắt sửa những bộ phận khỏe mạnh của họ). Việc phẫu thuật chuyển đổi giới tính cũng có thể được thực hiện trên người lưỡng tính (tức là những người có bộ phận sinh dục bị khuyết tật, không xác định rõ là nam hay nữ), thường là trong giai đoạn trẻ em

## Nguyên nhân
Những trường hợp bị khuyết tật bẩm sinh về cơ quan sinh dục khiến việc xác định giới tính trở nên không rõ ràng, cần phải phẫu thuật để chỉnh sửa khiếm khuyết thì gọi là "xác định lại giới tính". Việc phẫu thuật của họ không được coi là chuyển đổi giới tính mà chỉ là sự chỉnh hình lại để giới tính trở nên rõ ràng.
Trong khi đó, người có mong muốn "chuyển đổi giới tính" thì có cơ thể hoàn toàn bình thường, nhưng về mặt tâm thần của họ có những biểu hiện sau:
- Tự cho bản thân thuộc giới tính khác: những người này hoàn toàn bình thường về giải phẫu và sinh học nhưng tự cho bản thân thuộc giới tính khác và tìm cách thực hiện ý định chuyển đổi giới tính bằng các phương pháp phẫu thuật và sinh hóa (tiêm Hormone).
- Trạng thái tự cải trang quần áo để biểu lộ thành giới khác: là những người chỉ thích mặc quần áo khác giới để cảm thấy mình đặc biệt so với giới tính sinh học của mình.

Những trường hợp này còn gọi là Rối loạn định dạng giới (Gender Identity Disorder). Năm 1980, Hiệp hội Tâm thần học Mỹ (APA) chính thức phân loại Rối loạn định dạng giới là một dạng bệnh tâm thần. Năm 2018, chứng bệnh này được đổi tên thành Bức bối giới.
Các điều khoản chẩn đoán về chuyển giới, rối loạn định dạng giới ở thanh thiếu niên và người trưởng thành được liệt kê chung trong Bảng phân loại quốc tế về bệnh (ICD) và Thống kê các chứng rối loạn tâm thần của Hội chẩn đoán y khoa Hoa Kỳ (DSM) dưới mã số F64.0, F64.1, 302,85 và 302,6 tương ứng., đến năm 2015 thì được phân loại lại với mã số F64.8, F-64.9 và 302.8 cùng tên gọi mới là chứng bệnh mặc cảm giới tính (Gender dysphoria). Trung tâm cai nghiện và Sức khỏe tâm thần Hoa Kỳ xếp rối loạn này vào Mục DSM-V, kèm với đó là phác đồ điều trị của nhóm này.
Rối loạn định dạng giới cũng được phân loại như là một chứng rối loạn tâm thần bởi Trung tâm quốc tế về Phân loại bệnh và các vấn đề sức khỏe liên quan, biểu hiện của nó là những hành vi, thái độ chối bỏ giới tính của bản thân mình, gồm các tiêu chuẩn chẩn đoán:
- Muốn được sống và chấp nhận như một người khác giới tính, thường đi kèm với những mong muốn làm cho cơ thể, ngoại hình càng giống người khác giới càng tốt (qua trang phục, đi đứng, cách cư xử, thậm chí qua phẫu thuật chuyển giới), dù các bộ phận giới tính và sinh lý cơ thể của họ hoàn toàn bình thường và không bị dị tật.
- Tâm lý trên tồn tại liên tục trong ít nhất 2 năm.
- Rối loạn định dạng giới có biểu hiện rõ ngay cả ở trẻ nhỏ (APA, 2000). Ví dụ: một trẻ nam bị rối loạn này ưa thích các trò chơi và các hoạt động dành cho giới nữ: thích chơi với búp bê, thích tô son, mặc váy trong khi tránh né các trò chơi điển hình dành cho trẻ nam như đấu vật, chọi tay... Trẻ đòi ngồi khi đi tiểu, có thể biểu hiện khó chịu với dương vật của mình, muốn hủy hoại dương vật để thay thế nó bằng cơ quan sinh dục nữ.

Ước tính có khoảng 0,005% đến 0,014% nam giới và 0,002% đến 0,003% nữ giới được chẩn đoán mắc chứng Rối loạn định dạng giới, dựa trên các tiêu chí chẩn đoán hiện tại. Rối loạn định dạng giới nếu không được phát hiện và chữa trị thì tâm lý trên sẽ trở nên mạnh hơn, bệnh nhân sẽ chối bỏ giới tính của cơ thể và muốn được tiến hành phẫu thuật chuyển đổi giới tính.
Theo đó, việc phẫu thuật chuyển giới chỉ nên được thực hiện với những người lưỡng tính (tức là những người có bộ phận sinh dục bị khuyết tật, không xác định rõ là nam hay nữ). Còn đối với những người có cơ thể hoàn toàn bình thường nhưng lại muốn phẫu thuật chuyển giới (do tình trạng tâm thần bị chứng bệnh mặc cảm giới tính) thì không nên cho phép phẫu thuật chuyển giới bởi sẽ gây tác hại rất lớn cho sức khỏe. Với những người bị chứng bệnh mặc cảm giới tính này, cần phải điều trị tâm lý để bệnh nhân cảm thấy chấp nhận giới tính của cơ thể và không còn mong muốn phẫu thuật chuyển giới nữa.

### Nghiên cứu về bộ não
Vào năm 1995 và 2000, 2 nhóm nghiên cứu độc lập so sánh một vùng của não bộ (BSTc) của cả phụ nữ và đàn ông chuyển giới lẫn hợp giới. BSTc của đàn ông to và dày đặc gấp đôi phụ nữ, đây có vẻ là một đặc trưng để so sánh não nam và nữ. Cả hai nhóm đều phát hiện ra rằng phụ nữ chuyển giới có BSTc giống với phụ nữ hợp giới và đàn ông chuyển giới cũng có BSTc giống đàn ông hợp giới. Nhiều nghiên cứu đã xác nhận những phát hiện trên. Mặc dù việc trị liệu hormone có thể ảnh hưởng đến các kết quả nói trên, điều này gợi ra một vài giả thuyết về nguồn gốc của sự khác nhau này: não phát triển chủ yếu trong quá trình mang thai, và những người chuyển giới nam có thể bị thiếu estrogen trong quá trình này, có thể là do thiếu hormone trong môi trường hoặc phôi tiếp thu tín hiệu yếu. Như vậy, nguyên nhân dẫn tới việc một người là chuyển giới hay hợp giới dường như phụ thuộc vào cấu trúc não của bản thân họ, về việc họ sinh ra có não của giới nào.

## Ảnh hưởng về pháp lý, xã hội và cá nhân

### Pháp lý
Bên cạnh việc xung đột với các tư tưởng tôn giáo hoặc các giá trị văn hóa, việc cho phép chuyển đổi giới tính gây lo ngại về những hậu quả pháp lý sẽ xảy ra nếu việc này bị lợi dụng hoặc được pháp luật cho phép tiến hành, ví dụ như:
- Nhiều người sẽ chuyển đổi giới tính để trốn tránh nghĩa vụ quân sự (đa số là nam giới), đặc biệt là khi đất nước sắp có chiến tranh.
- Chuyển đổi giới tính để gian lận trong thể thao hoặc lừa đảo tài sản.
- Chuyển đổi giới tính để trốn việc bị tòa án truy nã.
- Chuyển đổi giới tính để hoạt động mại dâm (thường là nam chuyển sang nữ để làm gái bán dâm).
- Nếu người chuyển giới đã kết hôn thì sau khi chuyển giới, các thỏa thuận hôn nhân với chồng/vợ của họ sẽ đột nhiên trở nên vô hiệu, dẫn tới kiện cáo hoặc cố tình chuyển giới để vô hiệu hóa các thỏa thuận, điều luật trong hôn nhân (trốn tránh việc cấp dưỡng, nuôi con, chia tài sản...)
- Nếu người chuyển giới đã có con thì đứa trẻ sẽ "bỗng nhiên" bị mất cha/mẹ trên giấy tờ nhân thân và trong cuộc sống gia đình, dẫn tới nhiều hệ lụy xấu cho đứa trẻ về sau.
- Phẫu thuật chuyển giới dễ dẫn tới tai biến do hàng loạt các cuộc phẫu thuật liên tiếp, dẫn tới các vụ kiện cáo sau này.
- Người đã chuyển đổi giới tính có thể sẽ thấy hối hận sau khi tiến hành, nhưng khi đã phẫu thuật rồi thì không thể đảo ngược kết quả được nữa.
- Người đã phẫu thuật chuyển giới thường phải chịu các vấn đề tâm lý rất phức tạp, dễ dẫn tới các hành vi tiêu cực, làm tăng tỷ lệ tội phạm, tự sát
- Gia đình của người chuyển giới không chấp nhận hoặc cảm thấy đau lòng khi (do người thân đã biến đổi hoàn toàn), góp phần gây ra bất ổn xã hội.
- Việc phải tiêm hoóc-môn (kích thích tố giới tính) liên tục khiến người chuyển giới mắc nhiều tác dụng phụ, sức khỏe suy giảm và bị giảm đáng kể tuổi thọ, tạo ra gánh nặng cho gia đình, hệ thống y tế và an sinh xã hội.

Có trường hợp cố tình chuyển giới để gian lận tuổi nghỉ hưu. Vấn đề hôn nhân của người đã phẫu thuật chuyển giới cũng là một vấn đề rất phức tạp. Nếu được thay đổi giấy tờ tùy thân, họ có thể kết hôn mà vợ/chồng họ không hề biết mình đã lấy phải người chuyển giới. Khi mọi chuyện bị lộ ra thì sự tan vỡ gia đình là khó tránh khỏi.. Do có nhiều lo ngại về pháp lý và xã hội, hiện chỉ có 71 quốc gia (trên tổng số 220 quốc gia và vùng lãnh thổ) cho phép thực hiện chuyển đổi giới tính, trong đó chỉ có 10 quốc gia ở châu Á.

#### Pháp lý về hôn nhân
Vấn đề hôn nhân của người chuyển giới là một vấn đề phức tạp. Trong trường hợp người chuyển giới đang có quan hệ hôn nhân, thì sau khi chuyển giới, họ sẽ trở thành người có cùng giới tính với vợ/chồng của mình, như vậy hôn nhân của họ sẽ trở thành hôn nhân đồng giới, nhưng pháp luật đa số các nước trên thế giới không công nhận kiểu hôn nhân này. Để giải quyết vấn đề, các nước như Singapore quy định rằng: nếu người chuyển giới đang có quan hệ hôn nhân, thì trước khi thay đổi giới tính trên giấy tờ tùy thân và hộ tịch, quan hệ hôn nhân của họ sẽ phải được tòa án hủy bỏ Nhiều nước như Trung Quốc, Nhật Bản... thì quy định chặt chẽ hơn: một người chỉ được chuyển giới khi đang độc thân và không có con cái (để tránh ảnh hưởng tiêu cực tới vợ chồng và con cái của họ).

### Sức khỏe
Phẫu thuật chuyển giới làm thay đổi toàn bộ trục "não bộ - tuyến yên - buồng trứng" ở nữ và "não bộ - tuyến yên - tinh hoàn" ở nam, phá hủy nhiều bộ phận quan trọng sản sinh hormone giới tính. Do đó, người chuyển giới trước và sau khi can thiệp phẫu thuật luôn phải sử dụng hormone liên tục, khiến tâm lý bị đảo lộn, cơ thể của họ bị yếu đi trông thấy, dễ nhiễm bệnh. Tiêm không đúng cách và liều lượng có thể nguy hiểm tính mạng. Hormone nhân tạo như estrogen là tác nhân gây cao huyết áp, một số bệnh ung thư, bệnh tim mạch và điều đặc biệt nguy hiểm là nó có thể tạo ra cục huyết khối trong máu, dẫn đến tử vong do nhồi máu phổi, nhồi máu não hoặc nhồi máu mạc treo. Nhưng nếu không tiêm hormone thì các đặc điểm của giới tính cũ sẽ trở lại như ban đầu (do hormone nhân tạo bị cơ thể đào thải). Những người chuyển giới không sử dụng đều đặn hormone thì sẽ có ngoại hình rất kỳ dị, "bán nam bán nữ", giống như thái giám (tức là có ngoại hình mang đặc điểm của cả hai giới, ví dụ như khuôn mặt phụ nữ nhưng lại mọc râu, hoặc khuôn mặt đàn ông nhưng giọng lại the thé).
Khi tiêm hormone giới tính nhân tạo, cơ thể người chuyển giới sẽ bị biến đổi rất nhiều, gây ra những di chứng lớn đối với sức khỏe:
- Chuyển giới từ nữ sang nam: dùng Testosterone (nội tiết nam) gây ra tác dụng phụ gồm có: tăng cân, làm thoái hóa xương, tạo huyết khối làm tắc mạch máu nếu sử dụng lâu dài, viêm khớp, các bệnh liên quan đến tâm lý, cảm xúc...
- Chuyển giới từ nam sang nữ: dùng Estrogen (nội tiết nữ) gây ra tác dụng phụ gồm có: giảm chức năng sinh sản, bộ phận sinh dục nhỏ lại, dẫn đến loãng xương, cao huyết áp, làm tăng nguy cơ dẫn đến tiểu đường và các bệnh về tim mạch, về tâm lý dễ bị xúc động, hay khóc...

Quá trình phẫu thuật không phải chỉ một cuộc là xong, mà sẽ phải trải qua vài chục cuộc tiểu phẫu với những đau đớn và nguy cơ tai biến cả về thể chất lẫn tâm lý. Sau vài năm, họ sẽ lão hóa nhanh chóng, sức khỏe của họ trở nên tồi tệ do những biến chứng từ phẫu thuật và tiêm hoóc-môn, những cơn đau thể xác giày vò cả ngày lẫn đêm. Đối với nam chuyển sang nữ, những lớp mỡ sẽ biến mất, vú teo lại mà trơ ra là khung xương thô kệch của đàn ông. Đối với nữ chuyển sang nam, râu tóc của họ sẽ rụng, dương vật giả sẽ teo đi (thậm chí bị hoại tử), khung xương chậu bị tổn thương khiến đi lại khó khăn. Những người không có đủ tiền để uống/tiêm kích thích tố đều đặn thì những hậu quả này thậm chí sẽ xuất hiện nhanh hơn.
Những người chuyển giới đều chung số phận: Vĩnh viễn không thể có con, phải uống/tiêm thuốc kích thích tố nam hoặc nữ suốt đời, vẻ "mỹ miều" bên ngoài chỉ trụ được 5-10 năm, sau đó thân hình, da dẻ mau chóng già nua nhanh hơn nhiều so với người bình thường. Về đời sống tình dục cũng rất bất ổn do các bộ phận nhân tạo không thể có chức năng như bộ phận của người thường (dương vật giả không thể có cảm giác và không thể xuất tinh, còn âm đạo giả thì không có cảm giác tình dục và không thể chế tiết chất dịch). Hiếm hoi lắm mới có một người chuyển giới tìm được hạnh phúc gia đình thực sự.
Nghiên cứu năm 2014 ở Mỹ cho thấy người chuyển giới có tỷ lệ đặc biệt cao về trầm cảm và tự sát do những thất vọng về cuộc sống sau khi chuyển giới. Tỷ lệ tự sát ở nhóm này ít nhất ở mức 30-40%, trong khi ở những ước lượng cao lên tới 50-60% Những rủi ro liên quan với việc tiêm hormone, cắt sửa bộ phận sinh dục và các phẫu thuật khác như bệnh ung thư (vú và tuyến tiền liệt), bệnh tim (đột quỵ, bệnh tim mạch), và tắc mạch máu não trong những người chuyển giới đang tiếp tục được nghiên cứu.
Chấp nhận chuyển đổi giới tính đồng nghĩa với việc chấp nhận những đau đớn khủng khiếp mà nhiều người sau này đã hối hận, rằng nếu được quay trở lại như ban đầu thì họ sẽ không bao giờ phẫu thuật chuyển giới. Do vậy, các bác sĩ chuyên môn khuyên rằng: dù mang tâm lý không chấp nhận giới tính bẩm sinh của mình thì con người cũng không nên can thiệp phẫu thuật vào giới tính của cơ thể, vì phẫu thuật chuyển giới để lại hệ lụy rất khó kiểm soát về sau, nhất là vấn đề tâm lý.

## Chuyển giới đối với người vị thành niên
Tại một số nước, thuốc chặn tuổi dậy thì có thể được sử dụng để hạn chế ảnh hưởng của quá trình dậy thì đối với những người vị thành niên (từ đủ 16 đến dưới 18 tuổi) nếu người đó có dấu hiệu muốn chuyển giới. Tuy nhiên, việc sử dụng thuốc ngăn chặn tuổi dậy thì là điều gây nhiều tranh cãi về hậu quả. Thứ nhất, khả năng người đó không còn muốn chuyển giới khi đến tuổi thành niên (đủ 18 tuổi trở lên) là khá cao. Thứ hai là những lo ngại ngày càng tăng lên về hậu quả của thuốc chặn tuổi dậy thì đối với sức khỏe thể chất, chẳng hạn như gây tổn hại cho mật độ xương. Việc sử dụng thuốc chặn dậy thì trong thời gian dài cũng đặt ra những lo ngại về các tác dụng phụ có hại về lâu dài. Do vậy, đa số các nước không cho phép sử dụng loại thuốc này, và chỉ cho phép thực hiện chuyển giới với người từ đủ 18 tuổi trở lên

## Điều kiện để được chuyển đổi giới tính trên giấy tờ tùy thân và hộ tịch
Như đã nêu trên, việc thay đổi giới tính trên giấy tờ của một người chuyển giới sẽ kéo theo những hệ lụy rất phức tạp về pháp lý, quyền nhân thân đối với người đó, bởi giữa nam và nữ có những quy định về quyền nhân thân khác nhau (tuổi nghỉ hưu, nghĩa vụ quân sự, hôn nhân, ưu tiên nghề nghiệp...)
Trong số những nước cho phép chuyển giới, điều kiện để được chuyển đổi giới tính trên giấy tờ tùy thân cũng khác nhau:
- Chính sách 1 (thả lỏng hoàn toàn): Một số nước cho phép cho phép công dân thay đổi giới tính trên giấy tờ mà không cần phải phẫu thuật chuyển giới hoặc điều trị tiêm hormone. Tuy nhiên, chỉ có rất ít quốc gia lựa chọn chính sách này, bởi việc chuyển đổi giấy tờ dễ dàng như vậy sẽ dẫn tới việc bị nhiều người lợi dụng để lách luật (trốn nghĩa vụ quân sự, trốn truy nã, gian lận tuổi về hưu, gian lận giới tính để thực hiện đăng ký hôn nhân đồng tính...)
- Chính sách 2 (thả lỏng một phần): Một số nước khác cho phép thay đổi giới tính trên giấy tờ mà chỉ cần điều trị tiêm hormone (khoảng 1-2 năm trở lên) hoặc chỉ cần phẫu thuật chuyển giới một phần (tiêm hormone 1 năm, sau đó phẫu thuật ngực nhưng không cần phẫu thuật bộ phận sinh dục). Chính sách này không thả lỏng như chính sách 1, nhưng vẫn dễ bị lợi dụng, bởi chỉ cần ngừng sử dụng hormone thì sau mấy tháng, các đặc điểm giới tính sẽ trở về như ban đầu. Đến khi đó, một người sẽ có giấy tờ là "nữ" trong khi cơ thể hoàn toàn là "nam" (hoặc ngược lại). Khi đó vẫn sẽ xảy ra những hệ lụy pháp lý giống như chính sách 1. Do vậy, cũng chỉ có rất ít quốc gia lựa chọn chính sách này.
- Chính sách 3 (kiểm soát chặt chẽ): Để tránh những hệ lụy của chính sách 1 và 2, nhiều nước chỉ cho phép thay đổi giới tính trên giấy tờ sau khi đã phẫu thuật bộ phận sinh dục (tức là chuyển giới hoàn toàn), còn nếu chỉ sử dụng hormone hoặc chỉ phẫu thuật chuyển giới một phần (tức là chỉ phẫu thuật ngực nhưng không phẫu thuật bộ phận sinh dục) thì vẫn chưa thể được thay đổi giới tính trên giấy tờ. Trong số 62 nước cho phép phẫu thuật chuyển giới (tính đến cuối năm 2016), phần lớn lựa chọn chính sách này (ví dụ như Trung Quốc, Nhật Bản, Israel, Ấn Độ, Nga, Singapore...)

Pháp luật các nước xác định giới tính của một người chủ yếu dựa vào đặc điểm bộ phận sinh dục. Một số người chuyển giới sử dụng nội tiết tố (hoóc-môn) nhân tạo qua đường tiêm hoặc uống và phẫu thuật ngực, nhằm khiến một số đặc điểm ngoại hình của họ biến đổi sang giới tính kia, nhưng cần lưu ý là tác dụng của nội tiết tố chỉ là tạm thời. Nếu người chuyển giới ngừng sử dụng nội tiết tố thì chỉ sau một thời gian ngắn (khoảng mấy tháng), nội tiết tố nhân tạo sẽ bị cơ thể đào thải, và các đặc điểm giới tính của họ sẽ quay trở về như giới tính ban đầu. Có nhiều người chuyển giới không hề phẫu thuật bộ phận sinh dục mà chỉ dùng nội tiết tố và phẫu thuật ngực, tuy ngoại hình của họ biến đổi nhưng xét về bản chất thì họ vẫn mang giới tính cũ chứ chưa hề chuyển đổi giới tính, bởi các bộ phận sinh dục, các tuyến hormone trong cơ thể họ vẫn còn nguyên vẹn và còn đầy đủ chức năng, chỉ cần ngừng sử dụng nội tiết tố nhân tạo là họ sẽ trở về như giới tính ban đầu. Bởi vậy, để tránh sự mập mờ về giới tính hoặc pháp luật (giấy tờ là nam nhưng cơ thể lại là nữ hoặc ngược lại), đa số các nước chỉ cho phép thay đổi giới tính trên giấy tờ tùy thân sau khi người chuyển giới đã phẫu thuật thay đổi bộ phận sinh dục, còn nếu chỉ sử dụng nội tiết tố hoặc chỉ phẫu thuật ngực thì vẫn chưa thể được thay đổi giới tính trên giấy tờ tùy thân
Hiện nay, có một số quốc gia như Hà Lan không yêu cầu phải phẫu thuật chuyển đổi bộ phận sinh dục để thay đổi giới tính trong giấy tờ tùy thân. Theo đó, tại những nước này, chỉ cần sử dụng nội tiết tố hoặc phẫu thuật ngực, hoặc thậm chí chỉ cần có giấy xác nhận tâm lý muốn chuyển giới do bệnh viện cấp là sẽ được thay đổi giới tính trong giấy tờ tùy thân.

## Phạm vi, quy trình phẫu thuật
Phẫu thuật chuyển giới khác với phẫu thuật thẩm mỹ cho người chuyển giới. Chỉ khi can thiệp vào bộ phận sinh dục thì mới được coi là phẫu thuật chuyển giới, còn việc người chuyển giới phẫu thuật chỉnh sửa các bộ phận khác như phẫu thuật ngực (cắt hoặc độn vú), chỉnh sửa vai, khuôn mặt... để cho giống với giới tính mới (nhưng lại không chỉnh sửa vào bộ phận sinh dục) thì đó vẫn chỉ được coi là phẫu thuật thẩm mỹ mà thôi..
Theo quy trình ở các quốc gia cho phép phẫu thuật chuyển đổi giới tính, một người trước khi chuyển giới phải trải qua các giai đoạn sau:
- Giai đoạn 1 (trải nghiệm, tư vấn tâm lý, Kiểm tra cuộc sống thực - Real Life Test): Người chuyển giới sẽ phải trải qua 6 tháng tư vấn, kiểm tra và trải nghiệm tâm lý. Họ phải ăn mặc, sinh hoạt như người có giới tính khác, phái suy nghĩ kỹ về mọi khó khăn có thể sẽ gặp (mất gia đình, mất bạn bè, mất việc, các di chứng tổn hại sức khoẻ). Khoảng 40% bệnh nhân bỏ cuộc trong giai đoạn này.
- Giai đoạn 2 (điều trị bằng nội tiết tố): Người chuyển giới sử dụng hormone giới tính nhân tạo (tiêm hoặc uống) liên tục trong khoảng 2 năm. Hormone giới tính nhân tạo giúp cơ thể họ thay đổi: người nữ mọc lông và râu, ngực thu nhỏ, giọng nói trầm hơn... người nam thì rụng râu và tiêu giảm cơ bắp, ngực phát triển, kích thước tinh hoàn giảm... Trong giai đoạn này, nếu người chuyển giới cảm thấy hối hận hoặc thất vọng, không muốn chuyển giới nữa thì vẫn kịp để họ thay đổi ý định. Họ chỉ cần ngừng sử dụng hormone giới tính nhân tạo thì sau mấy tháng, các đặc điểm giới tính của họ sẽ trở về như ban đầu, giống như chưa có gì xảy ra.
- Giai đoạn 3 (phẫu thuật tạo hình chuyển giới): sau 2 năm điều trị bằng nội tiết tố, khi các thay đổi về tâm sinh lý của người chuyển giới đã tới giới hạn, một Hội đồng y khoa với các chuyên viên nội tiết, tâm lý, phẫu thuật sẽ nghiên cứu kỹ lưỡng từng hồ sơ để xem bệnh nhân nào đủ điều kiện được phẫu thuật cắt bỏ bộ sinh dục cũ và tạo hình bộ sinh dục mới.

Sau khi phẫu thuật bộ phận sinh dục, người chuyển giới vẫn sẽ phải duy trì sử dụng Hormone giới tính cả đời, bởi các bộ phận sinh dục mới thực chất chỉ là các thiết bị mô phỏng hình dáng, chứ không có chức năng sinh dục như các bộ phận nguyên bản. Ngoài ra, những người đã chuyển giới phải thường xuyên được điều trị tâm lý do họ thường thất vọng với cơ thể mới, nên có tỷ lệ trầm cảm, tự sát rất cao.